# Suzanne Lebeau
Pour les articles homonymes, voir Lebeau.
Suzanne Lebeau, née le 28 avril 1948 à Montréal, est une dramaturge pour les enfants et actrice québécoise.

## Biographie
Née en 1948 au Québec, Suzanne Lebeau se destine d'abord à une carrière d'actrice. Mais après avoir fondé Le Carrousel du Gervais Gaudreault en 1975, elle délaisse peu à peu l'interprétation pour se consacrer exclusivement à l'écriture. Aujourd'hui, l'autrice a vingt-sept pièces originales, trois adaptations et plusieurs traductions à son actif et est reconnue internationalement comme l'un des chefs de file de la dramaturgie pour jeunes publics. Avec plus de cent trente productions répertoriées, elle compte parmi les auteurs québécois les plus joués sur tous les continents.
Puisant son inspiration à de multiples sources (contes, mondes imaginaires, histoires vraies, actualité, voyages), elle aborde sans aucune auto-censure les sujets les plus variés (l'éducation, les enfants soldats, l'inceste, la pédagogie, le handicap, les rapports Nord-Sud…), cherchant, par une écriture du sensible et du vrai, à provoquer chez le spectateur une prise de conscience.

## Œuvre
- 1974 : Ti-Jean voudrait se marier mais... - Éditions Leméac (Québec), 1985
- 1975 : Le Jardin qui s'anime
- 1976 : La Chanson improvisée
- 1977 : Chut! Chut! Pas si fort!
- 1978 : Petite ville deviendra grande
- 1979 : Une lune entre deux maisons - Éditions Théâtrales, coll. Théâtrales jeunesse, 2006 et Éditions Leméac (Québec), 2012
- 1980 : La couleur chante un pays, (collaboration Diane Bouchard, Raymond Plante et Michèle Poirier)
- 1981 : Les Petits Pouvoirs - Éditions Leméac (Québec), 1983[3]
- 1983 : De l'autre côté de la toile
- 1984 : La Marelle - Éditions Leméac (Québec), 1984
- 1989 : Comment vivre avec les hommes quand on est un géant - Éditions Leméac (Québec), 1990
- 1990 : Contes d'enfants réels -  Éditions Théâtrales, coll. Théâtrales jeunesse, 2009 et VLB Éditeur, Collection théâtre (Québec), 1995
- 1991 : Contes du jour et de la nuit - Éditions Leméac (Québec), 1991
- 1991 : Petite Fille dans le noir - Éditions Théâtrales, coll. Théâtrales jeunesse, 2012
- 1994 : Salvador : la montagne, l'enfant et la mangue - Éditions Théâtrales, coll. Théâtrales jeunesse, 2002 et VLB Éditeur, Collection théâtre (Québec), 1996
- 1996 : L'Héritière
- 1997 : Violetta
- 1997 : Le Grillon
- 1997 : Contes à rebours - Lanctôt Éditeur (Québec), 1997
- 1999 : Cera una colta a notte
- 2001 : Petit Pierre -  Éditions Théâtrales, coll. Théâtrales jeunesse, 2006, Éditions Leméac (Québec), 2015 et Lanctôt Éditeur (Québec), 2002
- 2003 : L'Ogrelet  - Éditions Théâtrales, coll. Théâtrales jeunesse, 2003 et Lanctôt Éditeur (Québec), 1997
- 2004 : Souliers de sable - Éditions Théâtrales, coll. Théâtrales jeunesse, 2007 et Éditions Leméac (Québec), 2006
- 2006 : Le Bruit des os qui craquent - Éditions Théâtrales, coll. Théâtrales jeunesse, 2008 et Éditions Leméac (Québec), 2009
- 2007 : Frontière Nord - dans Théâtre en court 2 - Éditions Théâtrales, coll. Théâtrales jeunesse, 2007
- 2009 : Elikia
- 2011 : Chaîne de montage -  Éditions Théâtrales, 2014 et Éditions Leméac (Québec), 2014
- 2011 : Gretel et Hansel - Éditions Théâtrales, coll. Théâtrales jeunesse, 2014 et Éditions Leméac (Québec), 2013
- 2015 : Trois petites sœurs - Éditions Théâtrales, coll. Théâtrales jeunesse, 2017 et Éditions Leméac (Québec), 2016
- 2021 : Antigone sous le soleil de midi - Éditions Théâtrales, coll. Théâtrales jeunesse, 2021

## Les mises en scène de ses pièces

### Trois Petites Sœurs
- Gervais Gaudreault, Le Carrousel, 2016

### Chaîne de montage
- Gervais Gaudreault, Le Carrousel, 2014

### Elikia
- Marie Levasseur et Gaëlle Moquay, 2015

### Gretel et Hansel
- Gervais Gaudreault, Le Carrousel, 2013

- Aude Ollier, Compagnie Looking for my left hand, 2017

- François Gérard, La Manivelle Théâtre, 2022

### Le Bruit des os qui craquent
- Gervais Gaudreault, Le Carrousel, 2009
- Anne-Laure Liégeois, Comédie française, 2010
- Roland Mahauden, Groupe Taccems (Congo) / Théâtre de poche (Bruxelles), 2011
- Luc Cognet, compagnie Prométhée, 2013
- Marie Levasseur, compagnie Tourneboulé, 2014
- Jean-Marc Alloche, compagnie Ici Londres, 2015
- Louise Vignaud, La comédie de Valence, 2015
- Alberto Garcia Sanchez, compagnie La Cavalière bleue, 2016

### Souliers de sable
- Gervais Gaudreault, Le Carrousel, 2006

- François Gérard, La Manivelle Théâtre, 2017

### Petit Pierre
- Gervais Gaudreault, Le Carrousel, 2002
- Maud Hufnagel, Et compagnie, 2008

### L'Ogrelet
- Gervais Gaudreault, Le Carrousel, 1997

- Christian Duchange, compagnie de L'Artifice, 2008
- François Gérard, La Manivelle Théâtre, 2009

- Marcelleo Chiarenza, Accademia Perduta/Romagna Teatri, 2011
- Gilles Droulez, compagnie Les Affamés, 2015

### Salvador. La montagne, l'enfant et la mangue
- Gervais Gaudreault, Le Carrousel, 1994
- Yves Chenevoy, compagnie Chenevoy, 2012

### Une lune entre deux maisons
- Gervais Gaudreault, Le Carrousel, 1981
- François Gérard, La Manivelle Théâtre, 2008
- Marie-Eve Huot, Le Carrousel, 2012 et 2018
- Patrick Ellouz

### Antigone sous le soleil de midi
- Marie-Eve Huot, Le Carrousel, 2021

## Honneurs
- 1985 : Chalmers Children's Play Award, Les Petits Pouvoirs
- 1991 : Finaliste au prix du Gouverneur général, Conte du jour et de la nuit
- 1991 : Prix littéraires du Journal de Montréal, Conte du jour et de la nuit
- 1995 : Prix Francophonie Jeunesse, Jeunesse/Théâtre du Mantois
- 1995 : Finaliste au Prix du Gouverneur général, Contes d'enfants réels
- 1996 : Finaliste au Prix du Gouverneur général, Salvador - La Montagne, l'Enfant et la Mangue
- 1998 : Finaliste au Prix du Gouverneur général, L'Ogrelet
- 1998 : Chevalier de l'ordre de la Pléiade pour l'ensemble de son œuvre
- 2000 : Prix Masque du texte original pour L'Ogrelet
- 2002 : prix littéraire de la citoyenneté du département de Maine-et-Loire
- 2009 : prix Sony Labou Tansi pour Le Bruit des os qui craquent
- 2009 : prix du Gouverneur général pour Le Bruit des os qui craquent
- 2009 : prix Collidram, France pour Le Bruit des os qui craquent
- 2010 : prix Athanase-David pour l'ensemble de son œuvre.
- 2012 : prix Hommage de la Conférence des arts de la scène, CINARS (Québec)
- 2012 : prix Rideau Hommage (Québec) pour l'ensemble de sa carrière
- 2013 : prix Gascon-Thomas (École nationale de théâtre du Canada) pour l'ensemble de sa carrière
- 2016 : prix du Gouverneur général pour les arts du spectacle : Prix de la réalisation artistique – catégorie Théâtre
- 2018 : Chevalier de l'ordre des Arts et des Lettres, France
- 2018 : prix Louise-LaHaye du Centre des auteurs dramatiques pour son texte Trois petites sœurs[4]
- 2019 : compagne de l'ordre des arts et des lettres du Québec
- 2019 Le prix des lycéens francophones de Turquie, pour Le bruit des os qui craquent
- 2023 : Officier de l'ordre des Arts et des Lettres, France [5]

### Documentation
- Suzanne Lebeau, « Suzanne Lebeau », Pourquoi j'écris du théâtre pour les enfants, Lansman, 2005, p. 39-41
- Annie Quenet, « Suzanne Lebeau, l'humaine humanité. Interview », Griffon, n°217, mai-juin 2009, p. 2-3
- Nicole Wells, « Suzanne Lebeau et le théâtre jeune public », Lecture Jeune, n°134, juin 2010, p. 18-22 - Lire en ligne
- Sibylle Lesourd, « Voix bruissantes et papier froissé. L'étonnante floraison de deux œuvres théâtrales pour la jeunesse », La Revue des livres pour enfants (BnF / Centre national de la littérature pour la jeunesse), n° 251, février 2010, p. 103-112 - Lire en ligne
- Suzanne Lebeau, « Le vrai désespoir, c’est l’indifférence : entretien avec Émile Lansman », Lansman Éditeur, collection «Chemin des passions», 2013
- Coordonné par Françoise Villaume, « Le choix de Suzanne - Parcours dans l'œuvre d'une dramaturge jeunesse », Édition Théâtrales, Collection sur le théâtre, 2013
- « Itinéraire d'auteur - Suzanne Lebeau : entretien avec Joël Jouanneau », La Chartreuse et Lanctôt éditeur, 2002